# Dialetto romanesco nelle arti
Il dialetto romanesco tradizionale di Roma, ha una sua importanza autonoma, sia letteraria che "culturale", ma la cultura romanesca non si limita alla sua parte letteraria (si pensi ad esempio a Bartolomeo Pinelli o al festival della canzone romanesca di San Giovanni).
In ambito letterario gli scrittori più famosi tra quelli che lo hanno usato sono Giuseppe Gioachino Belli, Trilussa, Cesare Pascarella e Mario dell'Arco.
Un elenco più ampio comprende i seguenti autori ed opere:

## Letteratura in romanesco di prima fase

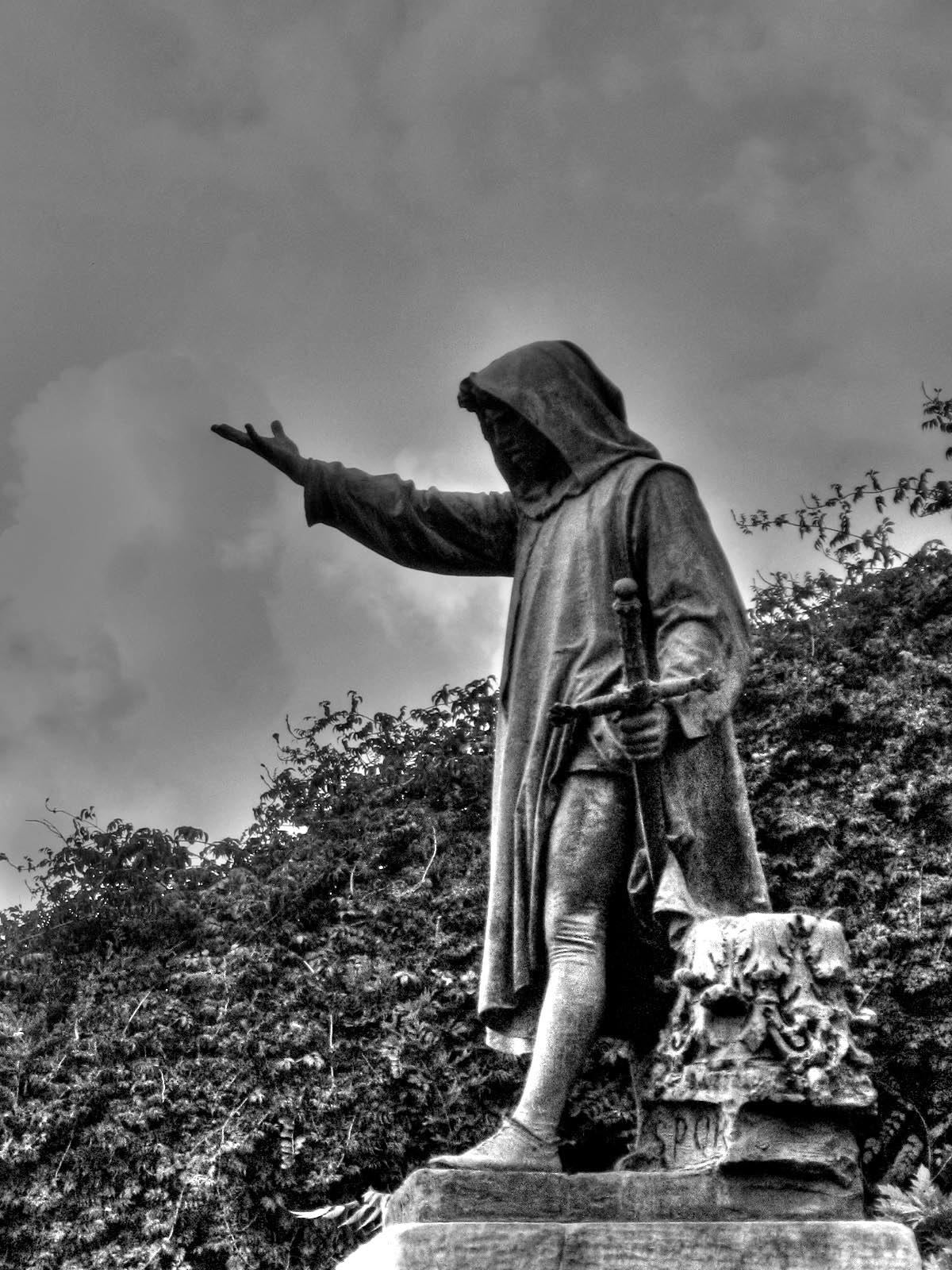
Cola di Rienzo

- Graffito della catacomba di Commodilla (IX sec.)
- Affreschi alla Chiesa di San Clemente
- Le Miracole de Roma, Anonimo XIII secolo
- Cronica di Anonimo Romano, "La vita di Cola di Rienzo", Anonimo Romano, circa 1358
- Tractati, (Vita di Santa Francesca Romana). Padre Mariotti, parroco di Santa Maria in Trastevere circa 1450
- Il Diario romano di Stefano Infessura scribasenato
- Memoriale di Paolo dello Mastro (diario dal 1422 al 1484) con la vita di Stefano Porcari
- Li Nuptiali di Marco Antonio Altieri inizi XVI secolo
- Madonna Iacovella: titolo di un sonetto caudato del XVI secolo
- Le stravaganze d'amore. Comedia di Cristoforo Castelletti Romano, Roma 1585. Il personaggio di Perna, serva di Clarice, parla ancora nel romanesco non toscanizzato.

## Letteratura in romanesco di seconda fase fino a Belli

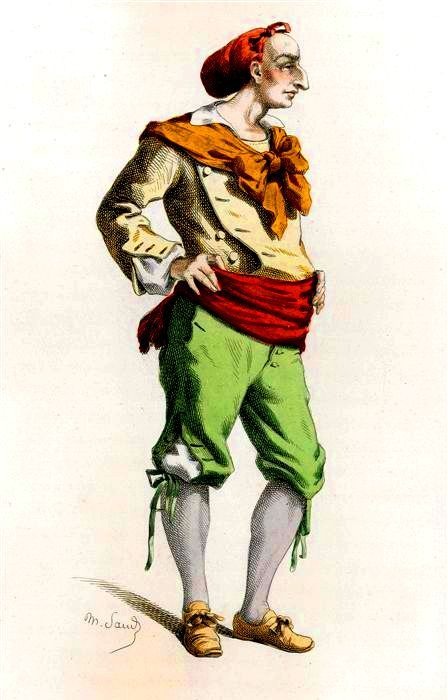
Meo Patacca

- Virgilio Verucci Li diversi linguaggi (1605)
- Giovanni Battista Pianelli, Le due sorelle simili (1637) e Li falsi mori (1638)
- Gian Lorenzo Bernini, Fontana di Trevi (1644?)
- Francesco Maria De Luco Sereni, Il Fausto, overo il sogno di don Pasquale (1665)
- Giovanni Maria Alessandrini, La schernita cortigiana (1668)
- Giovanni Andrea Lorenzani, Le frodi di scaltrito demonio (1682)
- Giovanni Camillo Peresio: Il Jacaccio overo il Palio conquistato, e "Il Maggio romanesco" (1688)
- Giuseppe Berneri: il Meo Patacca (parte del testo  Roma Virtuale, su roma.andreapollett.com.) (1695)
- Anonimo, Le Lavandare, intermezzo comico in dialetto romanesco risalente alla metà del Settecento, edito a cura di Maria Lucignano Marchegiani per Bulzoni, Roma 1979.
- Giacomo Diol, L'accidente Appopletico, accaduto alla persona dell'Autore nell'anno 1732, anni 42 della sua età. Ottave nel dialetto romanesco (1754)
- Benedetto Micheli con lo pseudonimo di Iachello de la Lenzara: Poema in dodici canti e sonetti
- Giuseppe Carletti, L'incendio di Tordinona (1781)
- Il Misogallo romano
- Alessandro Barbosi, ottave e sonetti
- Filippo Tacconi, rifondatore del teatro romanesco: drammaturgo e attore
- Peppe Benai, sestine politiche per Ciceruacchio

## Letteratura in romanesco di seconda fase da Belli a oggi

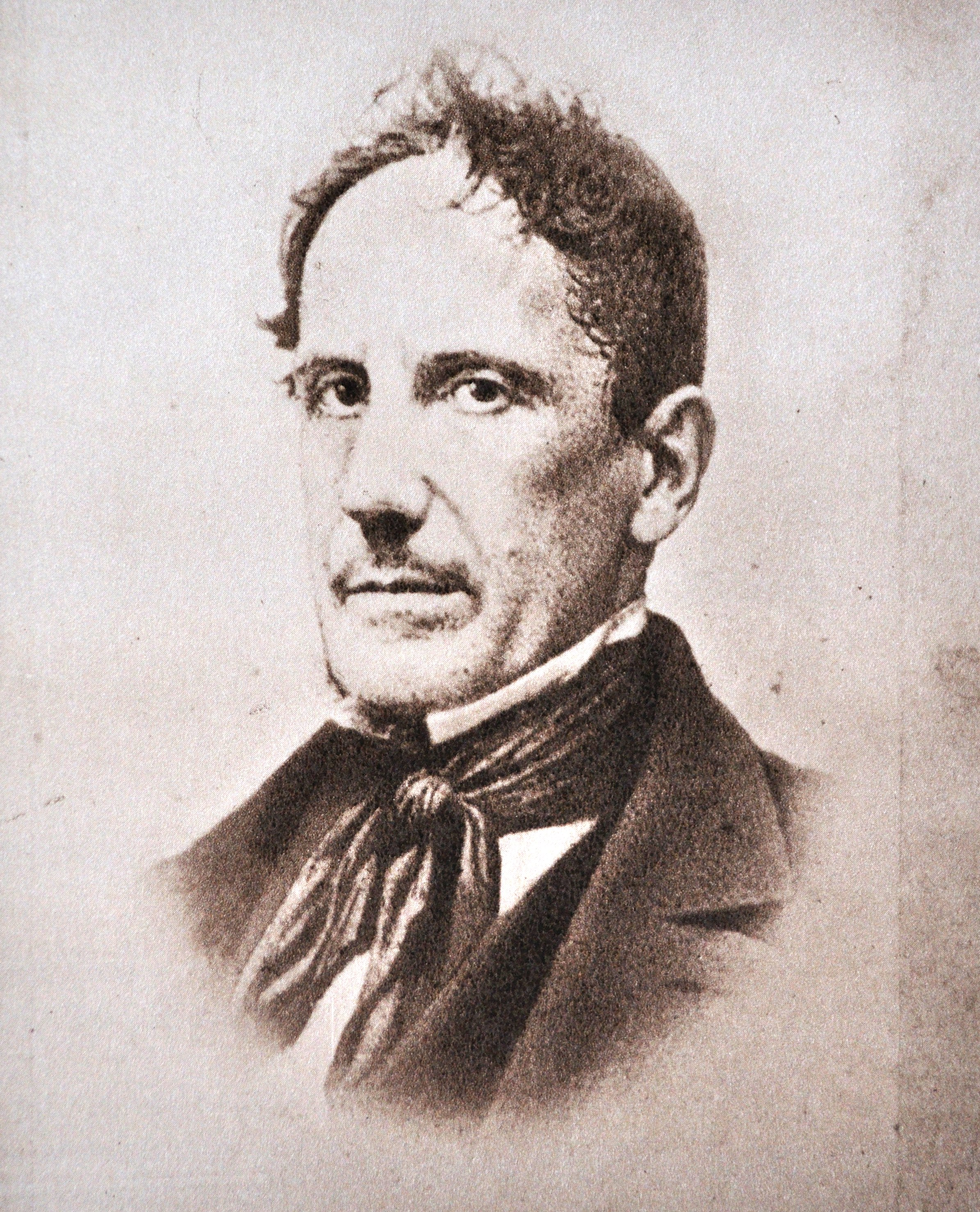
Giuseppe Gioachino Belli

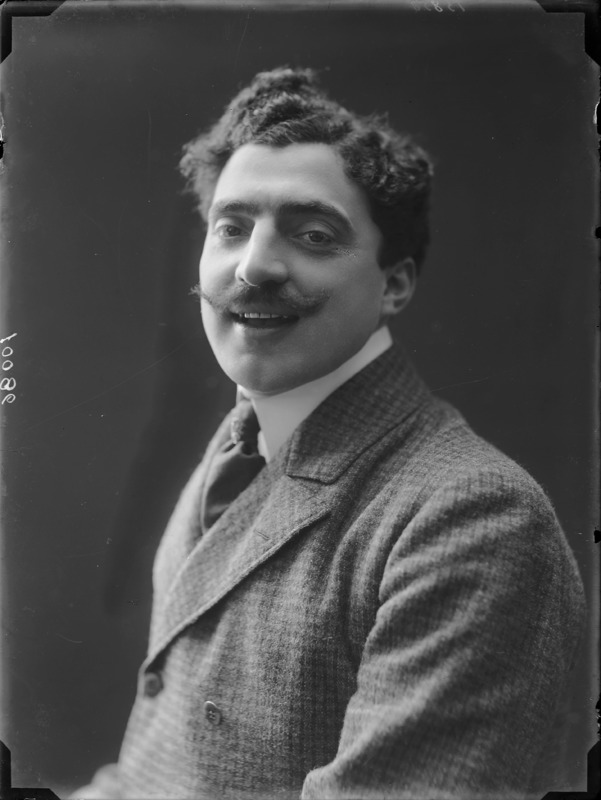
Trilussa

- Giuseppe Gioachino Belli: Sonetti, Zibaldone, Il Ciarlatano. Ha scritto anche poesie in italiano
- Luigi Ferretti, Centoventi sonetti romaneschi, Barbèra, Firenze 1879
- Filippo Chiappini, poeta, lessicografo e studioso del romanesco
- Augusto Marini, sonetti politici
- Cesare Pascarella (che fu anche pittore, uno dei XXV della campagna romana): poesie varie, tra cui il poema articolato in 50 sonetti La scoperta de l'America (1894)
- Giggi Zanazzo: sonetti e il giornale il Rugantino , fondato nel 1887
- Adolfo Giaquinto, sonetti romaneschi e "cispatani"
- Giggi Pizzirani: Poesie Edizione digitale di "Calligola ar lago de Nemi".
- Nino Ilari, poesie, testi di canzoni (tra cui Affaccete Nunziata), opere teatrali
- Gastone Monaldi, 'Na serenata a Ponte, Giggi er bullo e altri drammi.
- Carlo Alberto Salustri (Trilussa): Raccolte varie, tra cui La Vispa Teresa
- Augusto Sindici: Leggende della Campagna romana
- Americo Giuliani autore del monologo Er fattaccio e de La passatella.
- Giggi Spaducci Poesie, commedie, ricordi.
- Crescenzo Del Monte: Sonetti giudaico-romaneschi e romaneschi
- Giulio Cesare Santini, poesie (il suo profilo qui Archiviato il 5 marzo 2016 in Internet Archive.)
- Checco Durante Poesie e Ricordi
- Bartolomeo Rossetti: Er Vangelo seconno Noantri
- Er compromesso rivoluzionario, Anonimo Romano, 1975 (attribuito a Maurizio Ferrara)
- Mario dell'Arco: Tutte Le Poesie Romanesche
- Mauro Marè: Ossi de persica ed altri scritti
- Aldo Fabrizi: Lucciche ar sole : poesie romanesche
- Enrico Tombolini: Senza sugo, poesie romanesche 1905-1932
- Antonello Trombadori: Indovinela-grillo
- Giancarlo Del Re: Articoli di giornale con dialoghi in romanesco
- Elia Marcelli, poema in ottave Li Romani in Russia
- Peppe Renzi,  poema in ottave "Quasi None", "Roma o Morte", Monte Teschio" ed altri scritti
- Marco Nica, "Ahò! Poesie de Roma mia", 2015

## Letteratura sul romanesco

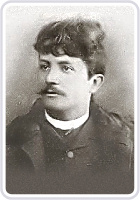
Giggi Zanazzo

- Giuseppe Gioachino Belli: Introduzione ai sonetti
- Giorgio Vigolo
- Carlo Muscetta
- Giggi Zanazzo
- Filippo Chiappini Vocabolario romanesco, Leonardo da Vinci, Roma 1945; il cubo, 1992
- Gennaro Vaccaro Vocabolario romanesco belliano, il cubo, Roma, 1995
- Gennaro Vaccaro Vocabolario romanesco trilussiano, il cubo, Roma, 1995
- Giulio Vaccaro Un libro va, uno viè. Bibliografia della letteratura romanesca dal 1870 al Duemila, Aracne, Roma, 2007
- Peppe Renzi Elementi Essenziali di Grammatica Romanesca, Accademia Belli, 1991
- Peppe Renzi Rimario del Dialetto Romanesco doc, Accademia Belli, 2005

## Il romanesco nello spettacolo
In ambito culturale (prendendo il termine con un'accezione ampia) ha avuto importanza nell'ambiente cinematografico e televisivo; a partire dal Dopoguerra infatti, vista la presenza a Roma di Cinecittà, si è spesso usato un miscuglio di italiano e romanesco nelle sceneggiature, in quanto questo dialetto, privato dei tratti più idiolinguistici, si confondeva in qualche modo con l'italiano parlato, allora basato, per volontà del regime, sulla pronuncia romana. In particolare con il neorealismo, il romanesco è stato utilizzato per rappresentare efficacemente una parlata di taglio quotidiano, in controtendenza alla paludata ampollosità degli usi precedenti, giocando la romaneschità del quotidiano contro la romanità della retorica fascista. In questo senso il romanesco fu oggetto di un uso di vasta scala, grazie alla sua vicinanza con la lingua nazionale (cui solo il napoletano veniva fatto seguire, secondo per importo d'utilizzo e di materiale artistico) e perciò ad una supposta sua migliore e più vasta comprensibilità rispetto ad altri dialetti.
A questo si aggiunga la tradizione delle compagnie teatrali e di avanspettacolo cittadine. Bisogna però dire che in realtà quello che si trova nei mezzi di comunicazione ormai non è romanesco ma italiano regionale romano, ovvero una parlata italiana con contenute inflessioni dialettali. Alcuni attori noti (anche) per la parlata romanesca sono Aldo Fabrizi, Anna Magnani, Alberto Sordi, Nino Manfredi, Gigi Proietti, Carlo Verdone, Renato Rascel.
Tra i registi, colui che ha raffigurato meglio di tutti la Roma tradizionale e il potere temporale dei papi è sicuramente il monticiano Luigi Magni (collaboratore artistico, tra l'altro, della commedia musicale Rugantino).

Pippo Tamburri

Capostipiti, comunque, dello spettacolo di rivista e poi cinematografico, sono stati il caustico Ettore Petrolini, assieme al trasformista Leopoldo Fregoli, che vinse anche il festival della canzone romanesca di San Giovanni del 1891. Tuttavia la tradizione teatrale romanesca affonda le sue radici molto più lontano. Solo per un secolo a noi relativamente vicino, l'Ottocento, ci si imbatte nei nomi dei mattatori Filippo Tacconi e Annibale Sansoni, dei commediografi Alessandro Barbosi, Giovanni Giraud (da leggersi giràud), Augusto Topai, Luigi Randanini, e Giggi Zanazzo, degli attori Pippo Tamburri, Oreste Raffaelli e Gastone Monaldi solo per citare quelli (allora, non certo oggi) famosi. Per non parlare del Sor Capanna, stornellatore, del cantore (all'epoca non usava cantautore) Romolo Balzani, autore peraltro di numerose commedie musicali di ambientazione ovviamente romanesca, che ebbero notevole successo, e di Giovanni Mascetti il "Giuseppe Verdi della musica romanesca", o del tenore lirico Tommaso Fiorentini, che fu anche ottimo attore romanesco e a cui si deve tra l'altro il successo di Affaccete Nunziata.

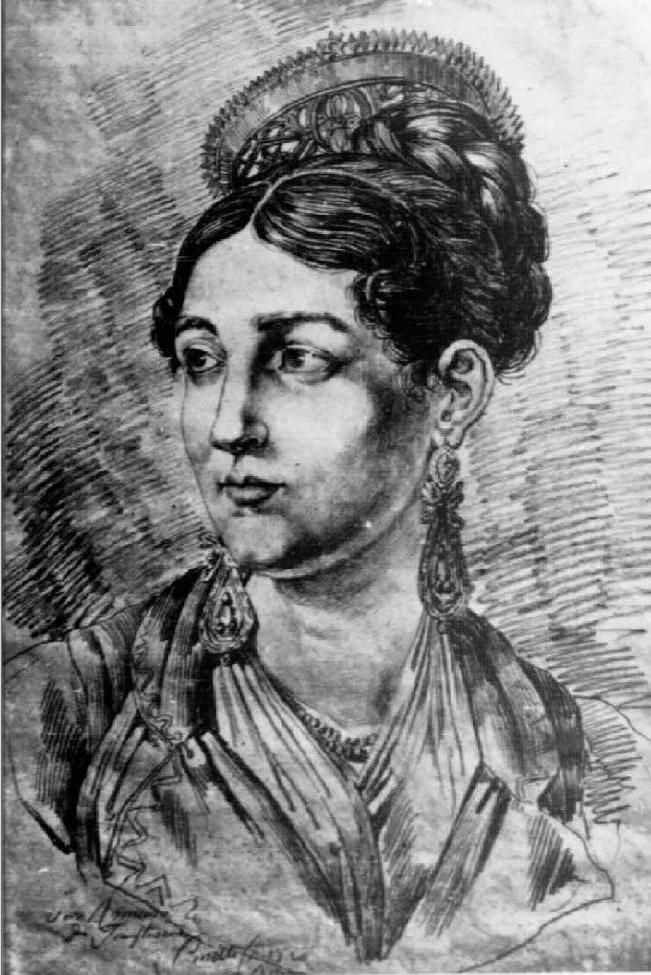
Bartolomeo Pinelli, Vera Trasteverina

Oggi, il romanesco propriamente detto, quello precedente all'Unità d'Italia, è ormai sostanzialmente perduto per gli effetti dell'industrializzazione, per l'influenza dei mezzi di comunicazione di massa, di una diffusa scolarizzazione italofona (non è mai decollato il progetto di insegnare il dialetto a scuola, pure formalmente approvato), per la gentrificazione del Centro Storico e per l'arrivo di grossi flussi migratori in città da molte regioni italiane sin dal 1870 (inizialmente sia dal Sud che dal Nord, anche se dal secondo dopoguerra si è avuta una sempre più massiccia migrazione dalle regioni meridionali), e ora anche dall'Europa e dal resto del mondo, ma anche a causa dell'attuale diffuso pregiudizio borghese per cui parlare in romanesco impedisca di mostrarsi benestanti e di far parte della Roma "bene" (un pregiudizio, appunto, dato che il Belli - di famiglia agiata - scriveva in romanesco, e tanti altri assieme a lui).
Va notato anche che oggigiorno lo sfruttamento iperturistico del Centro Storico romano, unico nel suo genere, ha favorito lo spostamento del dialetto romano in periferia e nelle borgate, dove fin dal secondo dopoguerra si stavano stabilendo soprattutto abruzzesi, molisani, campani, calabresi, ecc..., ed alzando oltremodo i prezzi dei beni di prima necessità, gli affitti e le case. Ha anche comportato in loco uno spostamento della richiesta di beni in direzioni diverse da quelle tradizionali: molti artigiani e bottegai hanno visto ridursi le loro quote di mercato (una popolazione residente non stabilmente come quella turistica non ha bisogno ad esempio di comprare oggetti per la casa) ed hanno chiuso, spostandosi nei comuni dell'hinterland romano o fuori Regione, mentre hanno preso il loro posto alberghi, pub, ristoranti, bar, supermercati, ed ultimamente anche pizzerie, gelaterie, paninerie commerciali ed altri locali di bassa lega. Un esempio significativo è Trastevere, dove la popolazione non romana cresce a scapito di quella locale, costretta ad andar via. Il mercato di San Cosimato è sostanzialmente morto e l'ospedale pubblico Regina Margherita è stato trasformato in un suo surrogato svalutato a favore della richiesta dei turisti e delle presenze "mordi e fuggi". Alla festa de Noantri la maggioranza dei partecipanti sono da anni ex-trasteverini in trasferta che solo in questa ricorrenza si ritrovano uniti nel rione perché ormai si sono dovuti stabilire altrove.
Conseguenza di tutto ciò è che, ormai, il cuore storico di Roma non ha più né il ruolo di Centro dell'Urbe né altro ruolo nella cultura dialettale romanesca contemporanea, la quale paradossalmente vive piuttosto nelle periferie che nel Centro cittadino, come notavano Pier Paolo Pasolini e Anna Magnani quando il fenomeno era ancora in fase di svolgimento. Il dialetto romanesco è quindi diventato un dialetto di borgata, contaminato dagli innumerevoli prestiti dei dialetti portati da chi, dopo il 1945, emigrò a Roma per partecipare alla Ricostruzione e allo sperato miracolo economico (che fu devastante per Roma, dato che la periferia si espanse a dismisura e in modo selvaggio ed incontrollato). Un dialetto alienato della sua identità, ritrovatosi improvvisamente orfano della sua Città e dei suoi cittadini romani, sbattuto fuori dal Centro che per secoli lo aveva coltivato e cullato. Questi nuovi tratti del dialetto, ben riassumibili nella dicitura lessicale di "romanaccio" (dall'evidente vena dispregiativa e sprezzante), hanno avuto, come detto, grande spazio nelle opere di Pasolini, Magnani, De Sica, Sordi e altri dopo di loro, resisi interpreti dei dolorosi cambiamenti che il dialetto romanesco stava subendo. Una caratteristica distintiva è il loro mettere l'accento sulla volgarità, sulla scurrilità e su una veracità a volte anche sfacciatamente sgradevole e indigesta (ricordiamo, invece, la gradevolezza e bontà stilistica dei sonetti e delle opere artistiche in romanesco degli autori precedenti al torno degli anni '40 del '900), dove si calca la mano sulla parolaccia, sull'uso sboccato e volgare delle parole (presenti nel dialetto originale, ma qui esagerate e portate allo stremo, quasi elevate a metro stilistico; per farsi un'idea basti leggere un sonetto di Belli, Zanazzo, Berneri ed altri) e sul carattere popolareggiante e socialmente infimo di chi le pronuncia. Se per il romanesco il veicolo di diffusione era la poesia, per il "romanaccio" è il cinema, ieri come oggi, dove si espleta bene in commedie all'italiana di attori come Christian De Sica, Enzo Salvi, Maurizio Mattioli, Tomas Milian (nato a Cuba) ed altri che hanno fatto la storia del cinema romano. 
Il dialetto romanesco, da strumento dialettale parlato da tutti i ceti sociali fino all'Unità, diviene man mano un dialetto sempre più di nicchia popolare, uscendo dagli ambienti agiati e benestanti, ma la vera e più grande trasformazione si ha dal secondo dopoguerra quando si va affermando con forza nelle nascenti borgate, che crescono a grappoli nella ancora incontaminata campagna romana.